# Ugo Tognazzi
Ugo Tognazzi, pseudonimo di Ottavio Tognazzi (Cremona, 23 marzo 1922 – Roma, 27 ottobre 1990), è stato un attore, regista cinematografico e scrittore italiano.
È considerato uno dei volti più importanti della commedia all'italiana insieme a Vittorio Gassman, Nino Manfredi, Marcello Mastroianni, Monica Vitti e Alberto Sordi.

## Biografia
A causa della professione del padre Ermenegildo, detto Gildo, ispettore di una società di assicurazioni (che Ugo fece recitare nel film Il fischio al naso, dove interpretò il padre del suo personaggio), vive gli anni dell'infanzia in varie città per tornare poi, nel 1936, nella natìa Cremona, col padre, la madre Maria e la sorella minore Ines, nata due anni dopo di lui. A Cremona trova lavoro come ragioniere nel salumificio Negroni e nel tempo libero recita in una filodrammatica del dopolavoro aziendale anche se l'esordio teatrale era già avvenuto al Teatro Donizetti di Bergamo, a soli quattro anni. Durante la seconda guerra mondiale viene chiamato alle armi e si dedica a organizzare spettacoli di varietà per i commilitoni.

Dopo l'armistizio dell’8 settembre 1943 ritorna a Cremona dove lavora come archivista, ma subito dopo viene arruolato nella marina della Repubblica sociale prestando servizio nel Ponente ligure. Nel 1945 la passione per lo spettacolo lo induce ad abbandonare il lavoro e a trasferirsi a Milano dove partecipa a una serata per dilettanti tenuta al Teatro Puccini, grazie alla quale viene scritturato dalla compagnia teatrale di Wanda Osiris. Nel 1950 esordisce al cinema con un film diretto da Mario Mattoli, I cadetti di Guascogna, al fianco di Walter Chiari. Nel 1955 partecipa al film La moglie è uguale per tutti, nel quale è doppiato da Carlo Romano.

Tognazzi con Raimondo Vianello

Nel 1951 conosce Raimondo Vianello con cui forma una coppia comica di grande successo che dal 1954 al 1959 lavora per la Rai nel varietà Un due tre; la comicità più popolare di Tognazzi e quella più raffinata di Vianello si compenetrano a vicenda con ottimi risultati comici. La satira di Un due tre non evitò di toccare presidenti della Repubblica e del Consiglio, provocando interventi censori, l'ultimo dei quali definitivo: la chiusura del programma avvenne il 25 giugno 1959, quando il duo Tognazzi-Vianello decise di mettere in burla un incidente occorso la sera prima al Teatro alla Scala e ignorato dai principali mezzi di stampa, in cui Giovanni Gronchi, presidente della Repubblica, a causa del tentativo di un gesto galante con una signora, cadde a terra per la sottrazione della sedia accanto al presidente francese Charles de Gaulle. Il duo ripeté la scena in televisione: Vianello tolse la sedia a Tognazzi che cadde a terra, con Vianello che commentò «Chi ti credi di essere?» a cui Tognazzi rispose «Beh, presto o tardi, tutti possono cadere»; la sera stessa Ettore Bernabei cancellò la trasmissione dalla programmazione televisiva e cacciò il direttore della sede di Milano.

Vittorio Gassman e Ugo Tognazzi ne I mostri (1963)

Dopo tali trascorsi farseschi tra piccolo e grande schermo, Tognazzi negli anni sessanta passa alla commedia all'italiana, dando un apporto molto personale al genere con caratterizzazioni peculiari dei personaggi in film come La voglia matta (1962), Le ore dell'amore (1963), I mostri (1963), Il magnifico cornuto (1964), Straziami ma di baci saziami (1968), Il commissario Pepe (1969), Venga a prendere il caffè... da noi (1970), La supertestimone (1971), In nome del popolo italiano (1971), Vogliamo i colonnelli (1973), Romanzo popolare (1974), L'anatra all'arancia (1975), La stanza del vescovo (1977) e Il gatto (1977).
Non vanno tuttavia dimenticati i suoi ruoli drammatici, diretto dai parmensi Alberto Bevilacqua (La Califfa, 1971; Questa specie d'amore, 1972) e Bernardo Bertolucci (La tragedia di un uomo ridicolo, che gli vale il premio come miglior attore protagonista al Festival di Cannes 1981).
Nel corso degli anni sessanta e settanta stabilisce un sodalizio artistico con il regista Marco Ferreri, suo grande amico, la cui vena grottesca e surreale gli permette di offrire interpretazioni sopra le righe e diverse rispetto ai canoni della commedia all'italiana. Con la regia di Ferreri recita nell'episodio Il professore in Controsesso (1964) e nei film Una storia moderna - L'ape regina (1963), La donna scimmia (1964), L'uomo dei cinque palloni (1965), Marcia nuziale (1966), L'harem (1967), L'udienza (1972), La grande abbuffata (1973) e Non toccare la donna bianca (1974).

Ugo Tognazzi nel ruolo del conte Mascetti in Amici miei (1975)

Compare nelle trilogie di Amici miei (1975, 1982, 1985) e Il vizietto (1978, 1980, 1985), che rappresentano l'apice del suo successo. Si autodirige in cinque film (Il mantenuto, 1961; Il fischio al naso, 1966; Sissignore, 1968; Cattivi pensieri, 1976; I viaggiatori della sera, 1979) e nella serie televisiva FBI - Francesco Bertolazzi investigatore (1970). Negli anni ottanta si dedica soprattutto al teatro, recitando in Sei personaggi in cerca d'autore a Parigi (1986), L'avaro (1988), e - con Arturo Brachetti - in M. Butterfly (1989). Il suo ultimo lavoro, la serie televisiva Famiglia in giallo, rimase incompleto: ne furono ultimati e poi trasmessi in televisione nel 1991 i primi due episodi.

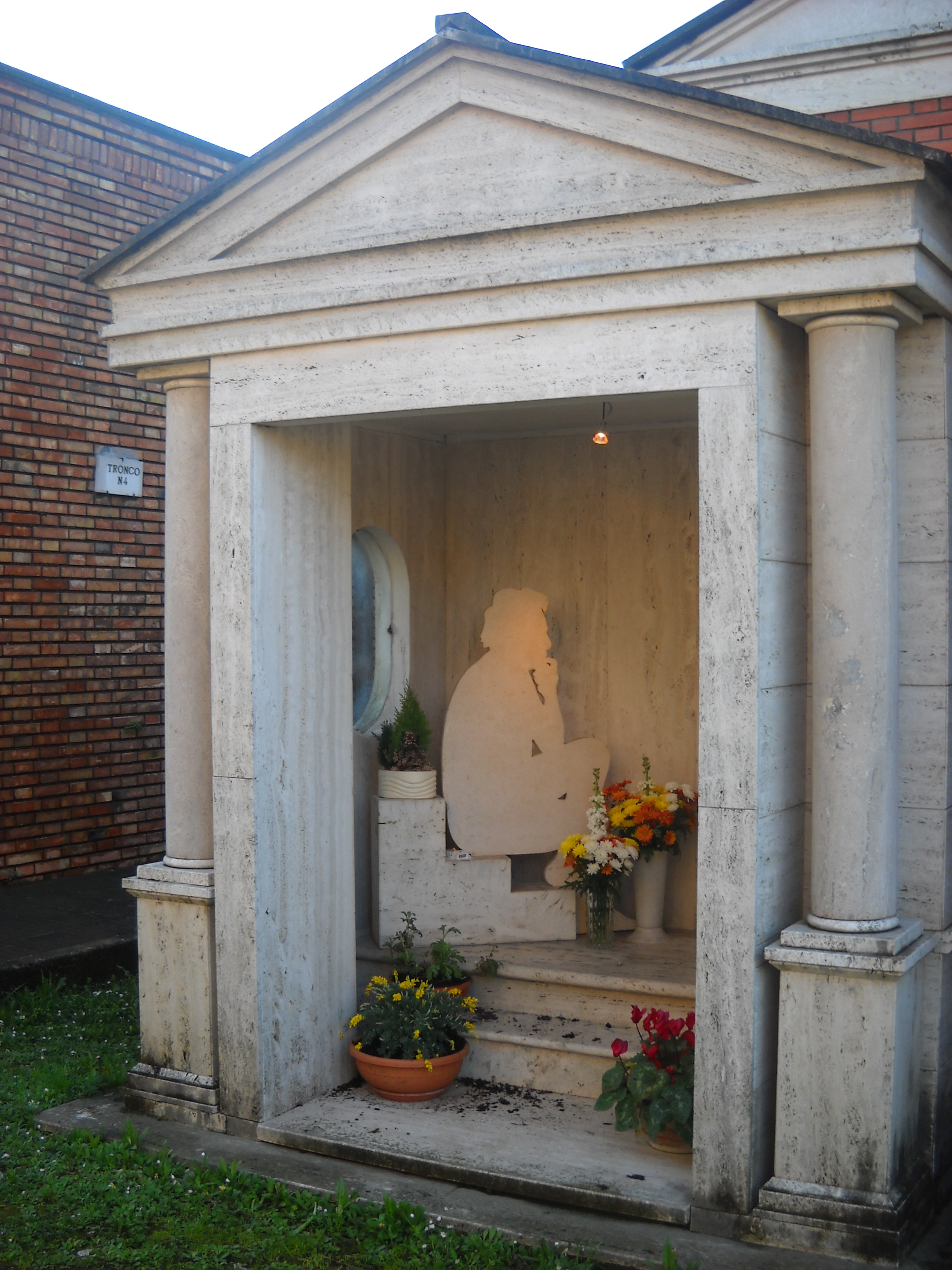
La tomba di Ugo Tognazzi al cimitero di Velletri

Nel 1979 Tognazzi si prestò a uno dei più clamorosi scherzi mediatici della storia italiana, accettando di essere fotografato in manette tra finti carabinieri per una burla orchestrata dal settimanale satirico Il Male: finte edizioni del Giorno, de La Stampa e di Paese Sera uscirono con titoli che annunciavano l'arresto dell'attore in quanto capo ("grande vecchio") delle Brigate Rosse. Lo scherzo fu organizzato all'indomani della retata del caso 7 aprile. La stampa sosteneva che "capi occulti" delle BR avessero simulato lo scioglimento di Potere Operaio per proseguire nell'attività di fiancheggiamento dell'eversione sotto le insegne di Autonomia Operaia. Il titolo del Male riprese in chiave satirica la notizia, chiosando: «Ricercato Vianello, la coppia finse lo scioglimento dai tempi di Un due tre». Giustificando la goliardata, l'attore a posteriori dichiarò che – in un'epoca segnata da un clima politico cupo e tragico – aveva solo rivendicato il diritto di divertirsi.
Durante un'intervista concessa a Pippo Baudo per Domenica in, Tognazzi iniziò polemicamente e ironicamente a discutere sulla liberalizzazione della marijuana, sullo scandalo Toni Negri e sulla legalizzazione della prostituzione.
Negli ultimi anni della propria vita l'attore soffrì di depressione. Colpito da emorragia cerebrale nella sua villa di Torvajanica, morì improvvisamente nel sonno il 27 ottobre 1990 presso la casa di cura Villa Nomentana a Roma, dove era ricoverato, all'età di 68 anni. Il funerale fu celebrato il 30 ottobre nella basilica di Santa Maria in Montesanto in piazza del Popolo a Roma. È sepolto nel cimitero di Velletri. Vent'anni dopo, la figlia Maria Sole gli dedicò il documentario Ritratto di mio padre e, in occasione del centenario della nascita, il figlio Ricky diresse La voglia matta di vivere.

## Vita privata

### Famiglia e figli
Tognazzi ebbe tre compagne e quattro figli. Nel 1954 si fidanzò con una ballerina britannica di origine irlandese della sua rivista, Pat O'Hara, dalla quale ebbe il primogenito Riccardo, detto Ricky; la relazione finì nel 1961, quando conobbe Margarete Robsahm, attrice norvegese sua partner ne Il mantenuto, che sposò nel 1963. L'anno seguente nacque Thomas, chiamato con il cognome materno, che divenne produttore e regista; con Margarete l'attore visse tre anni tra l'Italia e la Norvegia.
Si sposò quindi nel 1972 con l'attrice Franca Bettoja, conosciuta nel 1965. I due vissero a Velletri in una casa poi aperta al pubblico per iniziative culturali ed ebbero due figli, Gianmarco nel 1967 e Maria Sole nel 1971. I quattro fratelli sono sempre stati in ottimi rapporti tra di loro; Ricky, Gianmarco e Maria Sole sono sempre stati vicini al padre e Thomas, che continuava a vivere con la madre, ha fatto sovente la spola tra Italia e Norvegia per riunirsi con il resto della famiglia. Successivamente si trasferì nella città di Velletri.

### Amicizie e simpatie sportive
Attaccatissimo alla sua terra e alla sua città, si recava spesso allo stadio Zini di Cremona a tifare per la Cremonese del presidente Domenico Luzzara, suo amico e primo compagno di palcoscenico. Tognazzi stesso fa spesso per i suoi personaggi battute in dialetto cremonese: leggendarie sono quelle, numerose, contenute nel film La marcia su Roma (1962) di Dino Risi; nella pellicola che lo lancia nel cinema satirico, Il federale (1961) di Luciano Salce, il suo personaggio è di Azzanello, piccolo paese in provincia di Cremona.
L'attore era un acceso tifoso del Milan. In un'intervista del 1986 disse:
Fu molto amico dei colleghi Vittorio Gassman, Raimondo Vianello e Paolo Villaggio e dei registi Marco Ferreri, Luciano Salce e Mario Monicelli, che lo diressero in alcuni loro film.

### La passione per la cucina
(Ugo Tognazzi, dalla prefazione del libro L'abbuffone)
Tognazzi era notoriamente un grande appassionato di cucina e gastronomia e adorava cucinare e preparare cene per parenti e amici. Egli stesso dichiarò più volte di «avere la cucina nel sangue», dicendo che avrebbe preferito diventare un grande esperto culinario piuttosto che essersi dedicato alla carriera di attore e, ironicamente, che riteneva la recitazione una sorta di hobby rispetto alla cucina:
(Ugo Tognazzi)
In egual modo amante di cibi genuini e pietanze raffinate, aveva dell'arte culinaria un concetto romantico e nostalgico, ricercando antichi sapori. Per lui la cucina era vera espressione culturale e, nelle sue idee, accanto agli ingredienti rivestivano grande importanza gli utensili, i piatti, le decorazioni, i nomi dei cibi e naturalmente i commensali a tavola. Fu anche autore di un libro di ricette intitolato Il rigettario. Fatti misfatti e menù disegnati al pennarello, edito dalla Fabbri Editori nel 1978, e di vari altri libri di cucina.

## Filmografia

### Attore

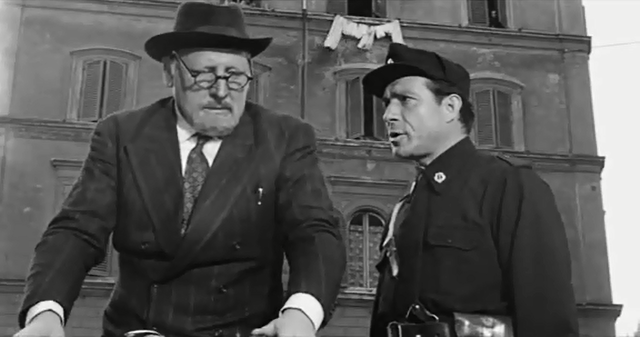
Tognazzi con Georges Wilson ne Il federale (1961)

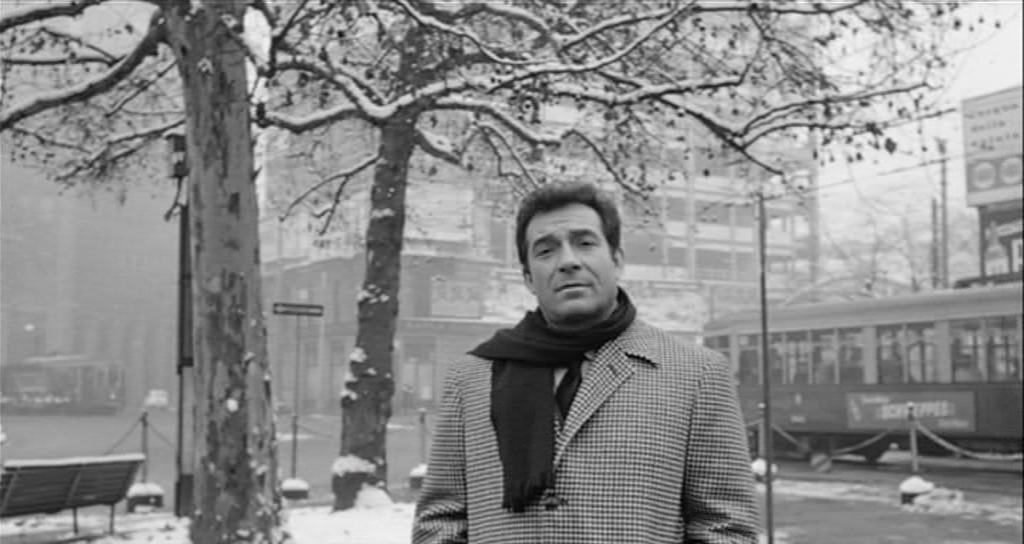
Nel ruolo di Luciano Bianchi/Bianciardi in La vita agra (1964)

Tognazzi nel ruolo del "professore" in Controsesso (1964)

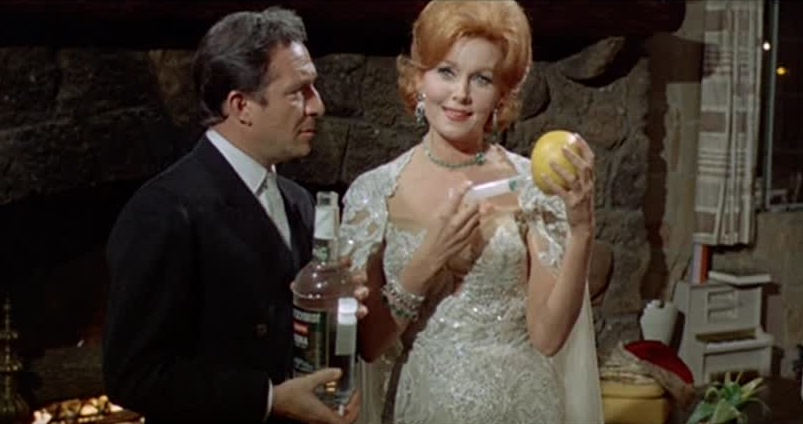
Tognazzi con Rhonda Fleming in Una moglie americana (1965)

Tognazzi con Ornella Muti in Romanzo popolare (1974)

Nel ruolo del pensionato milanese in Signore e signori, buonanotte (1976)

Nel ruolo del barbiere comunista "Baffo" in Nené (1977)

Con Ornella Muti in Primo amore (1978)

Tognazzi (terzo da sinistra) con Marcello Mastroianni e Vittorio Gassman ne La terrazza (1980)

Tognazzi con Elena Sofia Ricci in Ultimo minuto (1987)

#### Cinema
- I cadetti di Guascogna, regia di Mario Mattoli (1950)
- La paura fa 90, regia di Giorgio Simonelli (1951)
- Una bruna indiavolata!, regia di Carlo Ludovico Bragaglia (1951)
- Auguri e figli maschi!, regia di Giorgio Simonelli (1951)
- L'incantevole nemica, regia di Claudio Gora (1953)
- L'amore in città, registi vari (1953)
- Sua Altezza ha detto: no!, regia di Maria Basaglia (1953)
- Siamo tutti milanesi, regia di Mario Landi (1953)
- Se vincessi cento milioni, regia di Carlo Campogalliani e Carlo Moscovini (1953)
- Café Chantant, regia di Camillo Mastrocinque (1953)
- Assi alla ribalta, regia di Ferdinando Baldi e Giorgio Cristallini (1954)
- Ridere! Ridere! Ridere!, regia di Edoardo Anton (1954)
- I milanesi a Napoli, regia di Enzo Di Gianni (1954)
- La moglie è uguale per tutti, regia di Giorgio Simonelli (1955)
- Domenica è sempre domenica, regia di Camillo Mastrocinque (1958)
- Totò nella luna, regia di Steno (1958)
- Mia nonna poliziotto, regia di Steno (1958)
- Marinai, donne e guai, regia di Giorgio Simonelli (1958)
- Il terribile Teodoro, regia di Roberto Bianchi Montero (1958)
- Guardatele ma non toccatele, regia di Mario Mattoli (1959)
- Fantasmi e ladri, regia di Giorgio Simonelli (1959)
- Non perdiamo la testa, regia di Mario Mattoli (1959)
- Policarpo, ufficiale di scrittura, regia di Mario Soldati (1959)
- Le cameriere, regia di Carlo Ludovico Bragaglia (1959)
- Psicanalista per signora, regia di Jean Boyer (1959)
- Noi siamo due evasi, regia di Giorgio Simonelli (1959)
- La duchessa di Santa Lucia, regia di Roberto Bianchi Montero (1959)
- La cambiale, regia di Camillo Mastrocinque (1959)
- Tipi da spiaggia, regia di Mario Mattoli (1959)
- La sceriffa, regia di Roberto Bianchi Montero (1959)
- La Pica sul Pacifico, regia di Roberto Bianchi Montero (1959)
- I baccanali di Tiberio, regia di Giorgio Simonelli (1960)
- Genitori in blue-jeans, regia di Camillo Mastrocinque (1960)
- Il principe fusto, regia di Maurizio Arena (1960)
- Il mio amico Jekyll, regia di Marino Girolami (1960)
- Le olimpiadi dei mariti, regia di Giorgio Bianchi (1960)
- Femmine di lusso, regia di Giorgio Bianchi (1960)
- Un dollaro di fifa, regia di Giorgio Simonelli (1960)
- Tu che ne dici?, regia di Silvio Amadio (1960)
- A noi piace freddo...!, regia di Steno (1960)
- Gli incensurati, regia di Francesco Giaculli (1961)
- Sua Eccellenza si fermò a mangiare, regia di Mario Mattoli (1961)
- Che gioia vivere, regia di René Clément (1961)
- Il federale, regia di Luciano Salce (1961)
- La ragazza di mille mesi, regia di Steno (1961)
- Il mantenuto, non accreditato, regia di Ugo Tognazzi (1961)
- Pugni pupe e marinai, regia di Daniele D'Anza (1961)
- I magnifici tre, regia di Giorgio Simonelli (1961)
- Psycosissimo, regia di Steno (1961)
- 5 marines per 100 ragazze, regia di Mario Mattoli (1961)
- Una domenica d'estate, regia di Giulio Petroni (1962)
- La voglia matta, regia di Luciano Salce (1962)
- La cuccagna, regia di Luciano Salce (1962)
- I tromboni di Fra' Diavolo, regia di Giorgio Simonelli (1962)
- I motorizzati, regia di Camillo Mastrocinque (1962)
- La marcia su Roma, regia di Dino Risi (1962)
- Il giorno più corto, regia di Sergio Corbucci (1963)
- La donna degli altri è sempre più bella, regia di Marino Girolami (1963)
- Ro.Go.Pa.G., regia di Ugo Gregoretti, episodio Il pollo ruspante (1963)
- Le ore dell'amore, regia di Luciano Salce (1963)
- Una storia moderna - L'ape regina, regia di Marco Ferreri (1963)
- I mostri, regia di Dino Risi (1963)
- I fuorilegge del matrimonio, regia di Valentino Orsini e Paolo e Vittorio Taviani (1963)
- Alta infedeltà, regia di Mario Monicelli, episodio Gente moderna (1964)
- Liolà, regia di Alessandro Blasetti (1964)
- La vita agra, regia di Carlo Lizzani (1964)
- La donna scimmia, regia di Marco Ferreri (1964)
- Il magnifico cornuto, regia di Antonio Pietrangeli (1964)
- Controsesso, regia di Marco Ferreri, episodio Il professore (1964)
- I complessi, regia di Franco Rossi, episodio Il complesso della schiava nubiana (1965)
- Una moglie americana, regia di Gian Luigi Polidoro (1965)
- Io la conoscevo bene, regia di Antonio Pietrangeli (1965)
- Oggi, domani, dopodomani, regia di Marco Ferreri, episodio L'uomo dei cinque palloni (1965)
- Ménage all'italiana, regia di Franco Indovina (1965)
- Una questione d'onore, regia di Luigi Zampa (1965)
- Marcia nuziale, regia di Marco Ferreri (1966)
- I nostri mariti, regia di Dino Risi, episodio Il marito di Attila (1966)
- Le piacevoli notti, regia di Armando Crispino e Luciano Lucignani (1966)
- Il fischio al naso, regia di Ugo Tognazzi (1967)
- L'harem, regia di Marco Ferreri (1967)
- L'immorale, regia di Pietro Germi (1967)
- Il padre di famiglia, regia di Nanni Loy (1967)
- Gli altri, gli altri... e noi, regia di Maurizio Arena (1967)
- Straziami ma di baci saziami, regia di Dino Risi (1968)
- Barbarella, regia di Roger Vadim (1968)
- Sissignore, regia di Ugo Tognazzi (1968)
- La bambolona, regia di Franco Giraldi (1968)
- Satyricon, regia di Gian Luigi Polidoro (1969)
- Porcile, regia di Pier Paolo Pasolini (1969)
- Il commissario Pepe, regia di Ettore Scola (1969)
- Nell'anno del Signore, regia di Luigi Magni (1969)
- Cuori solitari, regia di Franco Giraldi (1970)
- Venga a prendere il caffè... da noi, regia di Alberto Lattuada (1970)
- Splendori e miserie di Madame Royale, regia di Vittorio Caprioli (1970)
- La Califfa, regia di Alberto Bevilacqua (1970)
- La supertestimone, regia di Franco Giraldi (1971)
- In nome del popolo italiano, regia di Dino Risi (1971)
- Stanza 17-17 palazzo delle tasse, ufficio imposte, regia di Michele Lupo (1971)
- Questa specie d'amore, regia di Alberto Bevilacqua (1972)
- L'udienza, regia di Marco Ferreri (1972)
- Il maestro e Margherita, regia di Aleksandar Petrović (1972)
- Il generale dorme in piedi, regia di Francesco Massaro (1972)
- Vogliamo i colonnelli, regia di Mario Monicelli (1973)
- La grande abbuffata, regia di Marco Ferreri (1973)
- La proprietà non è più un furto, regia di Elio Petri (1973)
- Non toccare la donna bianca, regia di Marco Ferreri (1974)
- Permettete signora che ami vostra figlia?, regia di Gian Luigi Polidoro (1974)
- Romanzo popolare, regia di Mario Monicelli (1974)
- La mazurka del barone, della santa e del fico fiorone, regia di Pupi Avati (1975)
- La smagliatura, regia di Peter Fleischmann (1975)
- Amici miei, regia di Mario Monicelli (1975)
- L'anatra all'arancia, regia di Luciano Salce (1975)
- Al piacere di rivederla, regia di Marco Leto (1976)
- Telefoni bianchi, regia di Dino Risi (1976)
- Cattivi pensieri, regia di Ugo Tognazzi (1976)
- Signore e signori, buonanotte, regia di Luigi Comencini, Nanni Loy, Luigi Magni, Mario Monicelli ed Ettore Scola (1976)
- La stanza del vescovo, regia di Dino Risi (1977)
- Casotto, regia di Sergio Citti (1977)
- I nuovi mostri, regia di Mario Monicelli, Dino Risi ed Ettore Scola (1977)
- Il gatto, regia di Luigi Comencini (1977)
- Nenè, regia di Salvatore Samperi (1978)
- La mazzetta, regia di Sergio Corbucci (1978)
- Primo amore, regia di Dino Risi (1978)
- Il vizietto, regia di Édouard Molinaro (1978)
- Dove vai in vacanza?, regia di Mauro Bolognini, episodio Sarò tutta per te (1978)
- L'ingorgo, regia di Luigi Comencini (1978)
- I viaggiatori della sera, regia di Ugo Tognazzi (1979)
- La terrazza, regia di Ettore Scola (1980)
- Arrivano i bersaglieri, regia di Luigi Magni (1980)
- I seduttori della domenica, regia di Dino Risi, episodio Il carnet di Armando (1980)
- Il vizietto II, regia di Edouard Molinaro (1980)
- Sono fotogenico, regia di Dino Risi (1980)
- La tragedia di un uomo ridicolo, regia di Bernardo Bertolucci (1981)
- Scusa se è poco, regia di Marco Vicario (1982)
- Amici miei - Atto IIº, regia di Mario Monicelli (1982)
- Scherzo del destino in agguato dietro l'angolo come un brigante da strada, regia di Lina Wertmüller (1983)
- Il petomane, regia di Pasquale Festa Campanile (1983)
- La chiave, regia di Tinto Brass (1983)
- Dagobert, regia di Dino Risi (1984)
- Bertoldo, Bertoldino e Cacasenno, regia di Mario Monicelli (1984)
- Fatto su misura, regia di Francesco Laudadio (1984)
- Matrimonio con vizietto (Il vizietto III), regia di Georges Lautner (1985)
- Amici miei - Atto IIIº, regia di Nanni Loy (1985)
- Yiddish Connection, regia di Paul Boujenah (1986)
- Ultimo minuto, regia di Pupi Avati (1987)
- Arrivederci e grazie, regia di Giorgio Capitani (1988)
- I giorni del commissario Ambrosio, regia di Sergio Corbucci (1988)
- Tolérance, regia di Pierre-Henry Salfati (1989)
- La battaglia dei tre tamburi di fuoco, regia di Souheil Ben-Barka e Uchkun Nazarov (1990)

#### Televisione
- Un due tre, regia di Mario Landi – programma TV (1954-1959)
- Giro a segno, variazioni al seguito del Giro d'Italia con Tognazzi e Vianello, regia di Alberto Gagliardelli, con Franca Tamantini, orchestra di Cosimo di Ceglie (1956)
- Sarò breve di Scarnicci e Tarabusi, regia di Eros Macchi, divagazioni presentate da Ugo Tognazzi, con Lauretta Masiero, dicembre 1957.
- Augusto, commedia di Raymond Castans, regia di Guglielmo Morandi, trasmessa il 29 aprile 1960.
- FBI - Francesco Bertolazzi investigatore, regia di Ugo Tognazzi – miniserie TV in 6 episodi (1970)
- Sogni e bisogni, regia di Sergio Citti – miniserie TV, episodio Cuore nero (1985)
- Chi è quel ragazzo?, regia di Nadine Trintignant – miniserie TV in 6 episodi (1987)
- Famiglia in giallo, regia di Luciano Odorisio – film TV (1991) - postumo

Partecipò inoltre a numerose edizioni della rubrica pubblicitaria televisiva Carosello pubblicizzando:
- nel 1957 con Raimondo Vianello il detersivo Olà della Palmolive
- nel 1959 il chinotto e l'aranciata delle Terme di Recoaro; con Graziella Galvani il cioccolato Nestlé
- nel 1960 la penna biro BIC
- nel 1961 con Raimondo Vianello il sapone da bucato Persil della Henkel
- nel 1962 ancora la penna biro BIC con Raimondo Vianello; con Wicky Ludovisi e Franco Giacobini il salame Negroni
- nel 1963 con Margaret Robsham e Renzo Palmer la Crema Belpaese della Galbani
- nel 1964 e 1965 con Marco Ferreri l'industria italiana della birra
- nel 1966 e 1967 con Luigi Casellato e Fulvio Mingozzi la birra Wührer
- nel 1974 e 1975 con Raimondo Vianello e Sandra Mondaini il brandy Stock 84
- nel 1983 la panna Chef Parmalat
- nel 1990 ancora la birra Wührer

### Regista
- Il mantenuto (1961)
- Il fischio al naso (1967)
- Sissignore (1968)
- FBI - Francesco Bertolazzi investigatore – miniserie TV in 6 episodi (1970)
- Cattivi pensieri (1976)
- I viaggiatori della sera (1979)

## Teatro
- Spettacolissimo (1944)
- Si chiude (quasi) all'alba (1944)
- Vive le donne! (1945)
- Polvere negli occhi (1945)
- Polvere di Broadway (1945)
- Bocca baciata (1946)
- Cento di queste donne (1946)
- Cavalcata di donne (1946)
- Febbre azzurra (1948)
- Paradiso per tutti (1948)
- Castellinaria (1949)
- Quel treno che si chiama desiderio (1950)
- Dove vai se il cavallo non ce l'hai (1951)
- Ciao fantasma (1952)
- Barbanera, bel tempo si spera (1953)
- Passo doppio (1954)
- Campione senza volere (1955)
- Il medico delle donne (1955)
- Il fidanzato di tutte (1956)
- Uno scandalo per Lili (1957)
- Papà mio marito (1957)
- L'uomo della grondaia (1957)
- Gog e Magog (1960)
- Il Tartufo (1975)
- Sei personaggi in cerca d'autore (1986)
- L'avaro (1988)
- M. Butterfly (1989)

## Radio

### Radio Rai
- Cappello a cilindro, Gran gala degli assi della rivista a cura di Gino Magazù, trasmessa il 1 gennaio 1953.
- Mal comune mezzo gaudio, divagazioni di Ugo Tognazzi, trasmessa aprile 1953.
- Music Hall, Strumenti e solisti, varietà musicale di Gino Magazù, con la partecipazione di Ugo Tognazzi, trasmesso il 25 luglio 1954.
- Scampoli, varietà con Ugo Tognazzi e Raimondo Vianello (1955)
- Colpo di vento, "baraonda musicale" di Italo Terzoli, regia di Adolfo Perani, Secondo programma, ore 21, domenica 17 giugno 1956.
- L'imperfetto di Giulio Scarnicci e Renzo Tarabusi, regia di Renzo Tarabusi (1956)
- Vado e torno paisà, Le occasioni dell'umorismo di Gianni Bellavisata, regia di Nino Meloni, Terzo programma, domenica 27 aprile 1958.
- Il dissipatore di Ferdinand Raimund regia di Sandro Bolchi (1958)
- In due si vince meglio, torneo a coppie presentato da Ugo Tognazzi e Bice Valori, regia di Silvio Gigli, aprile maggio 1960.
- Il mio spettacolo, realizzato da Francesco Luzi, presentato da Ugo Tognazzi, 2 luglio 1961.
- Gran varietà, ospite fisso in otto edizioni (1967-1978)
- Più di così..., varietà presentato da Raimondo Vianello e Sandra Mondaini (1977)

## Riconoscimenti
- Golden Globe
  - 1968 – Candidatura al miglior attore in un film commedia o musicale per L'immorale
- David di Donatello
  - 1967 – Migliore attore protagonista per L'immorale
  - 1971 – Migliore attore protagonista per La Califfa
  - 1976 – Migliore attore protagonista per Amici miei
- Nastro d'argento
  - 1964 – Migliore attore protagonista per Una storia moderna - L'ape regina
  - 1966 – Migliore attore non protagonista per Io la conoscevo bene
  - 1969 – Migliore attore protagonista per La bambolona
  - 1982 – Migliore attore protagonista per La tragedia di un uomo ridicolo
- Festival di Cannes
  - 1981 – Prix d'interprétation masculine per La tragedia di un uomo ridicolo
- Globo d'oro
  - 1971 – Miglior attore per La Califfa
- Grolla d'oro
  - 1964 – Miglior attore per I mostri
  - 1967 – Miglior attore per L'immorale e Il fischio al naso

## Discografia
Singoli
- 1968 – Tema di Oscar/Se tu mi amassi come t'amo io (Berto Pisano E La Sua Orchestra con Ugo Tognazzi)
- 1981 – Risotto amaro

## Opere letterarie (parziale)
- L'abbuffone. Storie da ridire e ricette da morire., Rizzoli, 1974,  p. 205, ISBN non esistente.
- Il rigettario. Fatti misfatti e menu' disegnati al pennarello., Fabbri Editore, 1978,  p. 159, ISBN non esistente.
- Afrodite in cucina, Cava de' Tirreni, Marlin, 2005,  p. 256, ISBN 88-6043-000-3.

## Omaggi
A Ugo Tognazzi sono state dedicate intitolazioni in varie città italiane:
- Il parco "Ugo Tognazzi" a Cremona.
- Il cinema "Tognazzi" a Cremona (non più attivo).
- L'istituto professionale alberghiero (I.P.S.S.A.R.) "Ugo Tognazzi" di Pollena Trocchia (NA).
- Il Teatro comunale "Ugo Tognazzi" di Velletri (RM).
- L'istituto professionale alberghiero "Ugo Tognazzi" di Velletri (RM).
- Una delle sale del cinema "Multisale Ariston" di Colleferro (RM).
- Un tratto del lungomare di Torvajanica, frazione del comune di Pomezia (RM).
- Una località di Torvajanica, frazione del comune di Pomezia (RM), porta il suo nome.
- Una via di Narni Scalo (TR).
- Una via del Quartiere Adriano di Milano.

## Doppiatori italiani
- Renato Turi in La paura fa 90 (solo nel ruolo del duca di Boffignac)
- Carlo Romano in La moglie è uguale per tutti